# Anielewo (Słupca)
Pour les articles homonymes, voir Anielewo.

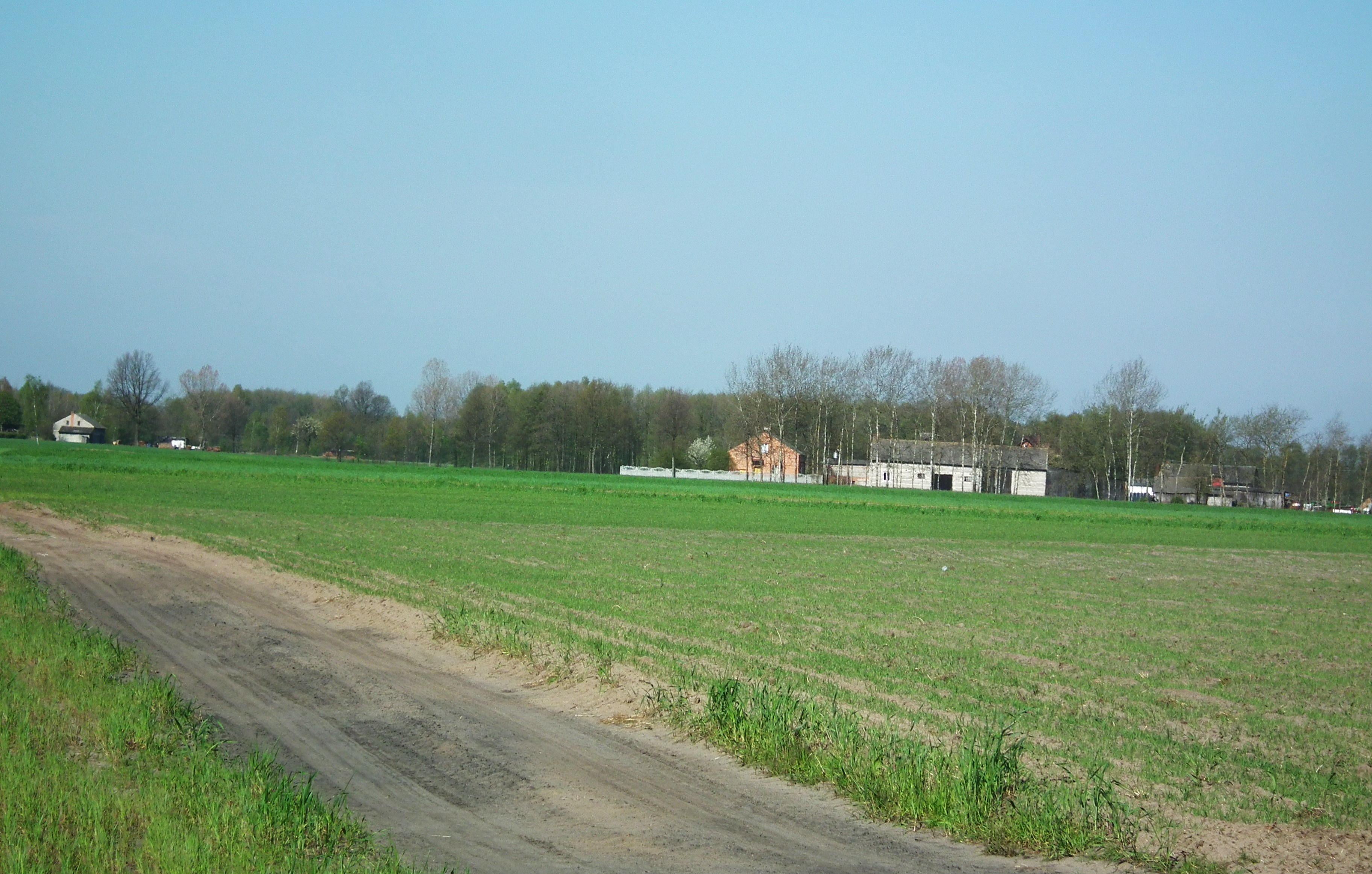
Vue du village d'Anielewo

Anielewo (prononciation : [aɲɛˈlɛvɔ]) est un village polonais de la gmina de Zagórów dans le powiat de Słupca de la voïvodie de Grande-Pologne dans le centre-ouest de la Pologne.
Il se situe à environ 9 kilomètres au sud-ouest de Zagórów (siège de la gmina), à 23 kilomètres au sud de Słupca (siège du powiat) et à 70 kilomètres au sud-est de Poznań (capitale régionale).
Le village possède une population de 100 habitants.

## Histoire
De 1975 à 1998, le village faisait partie du territoire de la voïvodie de Konin.

Depuis 1999, Anielewo est situé dans la voïvodie de Grande-Pologne.